# 김윤만 (스피드스케이팅 선수)
김윤만(金潤萬, 1973년 2월 25일~)은 대한민국의 은퇴한 스피드스케이팅 선수, 행정가이다.
1992년 알베르빌 동계 올림픽 남자 스피드스케이팅 1,000m에서 은메달을 획득하였다. 대한민국이 1948년 동계 올림픽에 참가한 이후 처음으로 그가 메달을 획득한 것이다.(조선민주주의인민공화국 선수까지 포함할 경우 1964년 인스부르크 동계 올림픽의 한필화가 최초) 1995년 세계 스프린트 선수권 대회에서도 우승하였으며, 그 외에 1994년과 1998년 동계 올림픽에도 참가하였다.
선수 은퇴 후 2002년 동계 올림픽에서 스피드스케이팅 국가대표 코치를 맡는 등 지도자 생활을 하다가, 2008년 대한체육회에 합격하여 행정가로 근무하고 있다.